# Arock
Arock az Amerikai Egyesült Államok északnyugati részén, Oregon állam Malheur megyéjében, a U.S. Route 95 közelében elhelyezkedő önkormányzat nélküli település, az ontariói statisztikai körzet része.
A W. W. Jones általános iskola fenntartója az Arocki Tankerület. A megye legrégebbi épülete (McWilliams-lakóház) szerepel a történelmi helyek jegyzékében.

## Története
Nevét az őslakosok sziklarajzait tartalmazó kőről kapta. A posta 1926-ban nyílt meg. Egy időben baszk birkapásztorok telepedtek itt le.

## Éghajlat
A település éghajlata félszáraz (a Köppen-skála szerint BSk).

## Fordítás
- Ez a szócikk részben vagy egészben  az   Arock, Oregon című angol Wikipédia-szócikk ezen változatának fordításán alapul.  Az eredeti cikk szerkesztőit annak laptörténete sorolja fel. Ez a jelzés csupán a megfogalmazás eredetét és a szerzői jogokat jelzi, nem szolgál a cikkben szereplő információk forrásmegjelöléseként.